# Nathalia Edenmont
Nathalia Edenmont, egentligen Nathalie Nicole Edenmont, född 7 februari 1970 i Jalta, Ukrainska SSR, Sovjetunionen, är en svensk-ukrainsk fotobaserad fotografikonstnär som kom till Sverige och Stockholm 1991.
Nathalia Edenmont gick i konstskola för barn i Jalta på Krim där undervisning skedde i bland annat konst, musik och balett. Båda föräldrarna avled när hon var i tonåren, men hon fortsatte studera på Kievs statliga konstskola och på konsthögskolan i Simferopol. Hon flyttade till Stockholm 1991 och studerade där grafisk formgivning på Forsbergs skola.
Nathalia Edenmont porträtterar ofta kvinnor och flickor, men även män i en stil som påminner om klassiskt måleri men har främst blivit uppmärksammad för att använda sig av döda djur och djurdelar i sina fotografier. Hon inspireras av sig själv och från platser som hon har besökt och vill med sin konst visa på samhällets dubbelmoral. Nathalia Edenmont har haft utställningar i bland annat London, New York, Berlin och Moskva.
Nathalia Edenmont har polisanmälts för djurplågeri efter att ha klubbat ihjäl en katt och dömdes för brott mot artskyddsförordningen till 15 000 kronor i böter för att ha använt vingar från skyddade fjärilar i kommersiellt syfte, och kritiserats av djurrättsorganisationer.
Nathalia Edenmont ledde den 23 juni 2014 radioprogrammet Sommar i P1 där hon berättade om hur hon gick från att vara städerska till att bli uppburen konstnär. Hon beskrev också sina omstridda konstprojekt där döda djur ingår och hur hon hämtades till polisförhör.